# Прощай (песня)
«Проща́й» (инципит «Прощай, от всех вокзалов поезда…») — песня композитора Вячеслава Добрынина на слова Леонида Дербенёва, написанная в 1975 году. 
Впервые была спета Игорем Ивановым в составе вокально-инструментального ансамбля (ВИА) «Лейся, песня».
Наиболее известна в исполнении Льва Лещенко.

## История

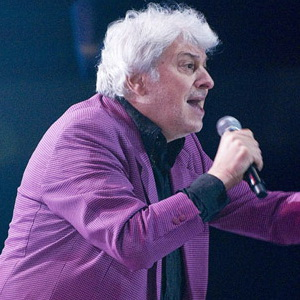
Вячеслав Добрынин. 2009

Музыка Вячеслава Добрынина

Слова Леонида Дербенёва

Прощай, от всех вокзалов поезда

Уходят в дальние края.

Прощай, мы расстаёмся навсегда

Под белым небом января.

Прощай, и ничего не обещай,

И ничего не говори,

А чтоб понять мою печаль,

В пустое небо посмотри.

Ты помнишь, плыли в вышине

И вдруг погасли две звезды?

Но лишь теперь понятно мне,

Что это были я и ты.
Игорь Иванов:
На афишах не писали, как меня зовут. Я был простым участником ансамбля «Лейся, песня». Но до выхода этой пластинки мы пели эту песню в концерте. И когда я эту песню пел по несколько раз в концерте, это говорило о том, что песня очень нравится, что нравятся и музыка, и слова, и то, как мы пытались донести суть этой песни. Сегодня эта песня звучит почему-то весело, а тогда она звучала очень грустно, лирично. <…> Песня «Прощай», которая вышла 30-миллионным тиражом (достойно книги рекордов Гиннеса) — я за эту песню [запись] получил 9 рублей. В то время я не думал об этом. Я просто любил петь, любил записываться, меня это очень интересовало. <…> Самая моя была первая запись на фирме «Мелодия» — это была песня «Прощай». Я даже не ожидал — нет, ожидал, что эта песня будет любима, но что она будет так любима и переживёт несколько десятилетий…

## Оценки
В связи с другой песней Вячеслава Добрынина музыкальный критик Михаил Марголис сказал:
Добрынин делится на две [части]: у него есть песня «Прощай», которая является универсальной песней всей страны, это действительно такая пиковая вершина, и на всё своё остальное творчество, в котором он достиг какого-то предела универсальности того, что у нас называется массовым вкусом или, наоборот, массовым безвкусием.